# Cosmotriche lobulina
Cosmotriche lobulina là một loài bướm đêm thuộc họ Lasiocampidae. Nó được tìm thấy ở châu Âu qua Xibia tới khu vực Đông Á.
Sải cánh dài 32–38 mm đối với con đực và 38–46 đối với con cái. Con trưởng thành bay từ tháng 5 đến tháng 8 làm hai đợt tùy theo địa điểm.
Ấu trùng ăn các loài Pinus, Picea, và Abies.

## Phân loài
- Cosmotriche lobulina lobulina
- Cosmotriche lobulina burmanni (Daniel, 1952)
- Cosmotriche lobulina junia Saarenmaa, 1982
- Cosmotriche lobulina pinivora (Matsumura, 1927)

## Hình ảnh

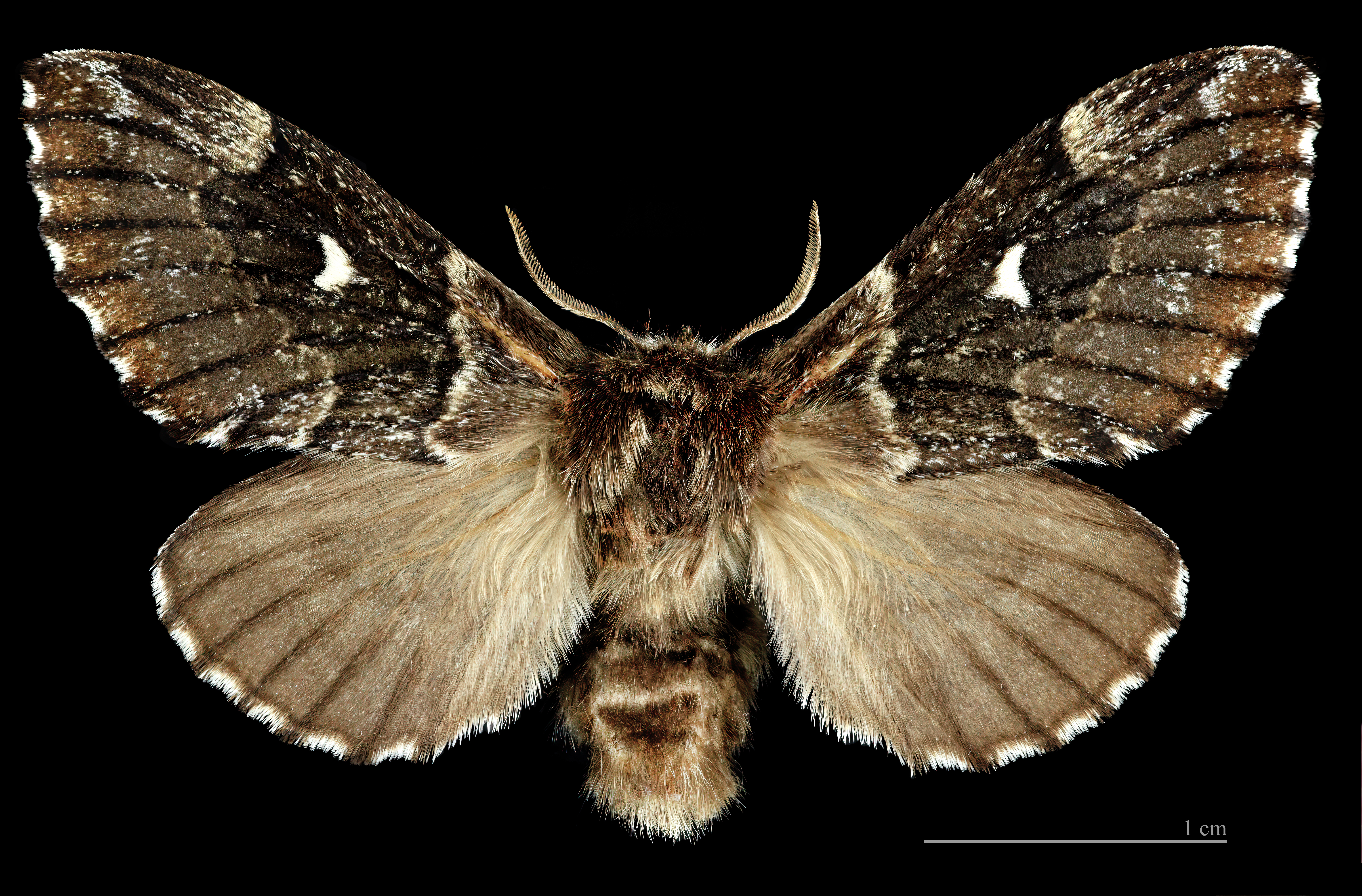
♂
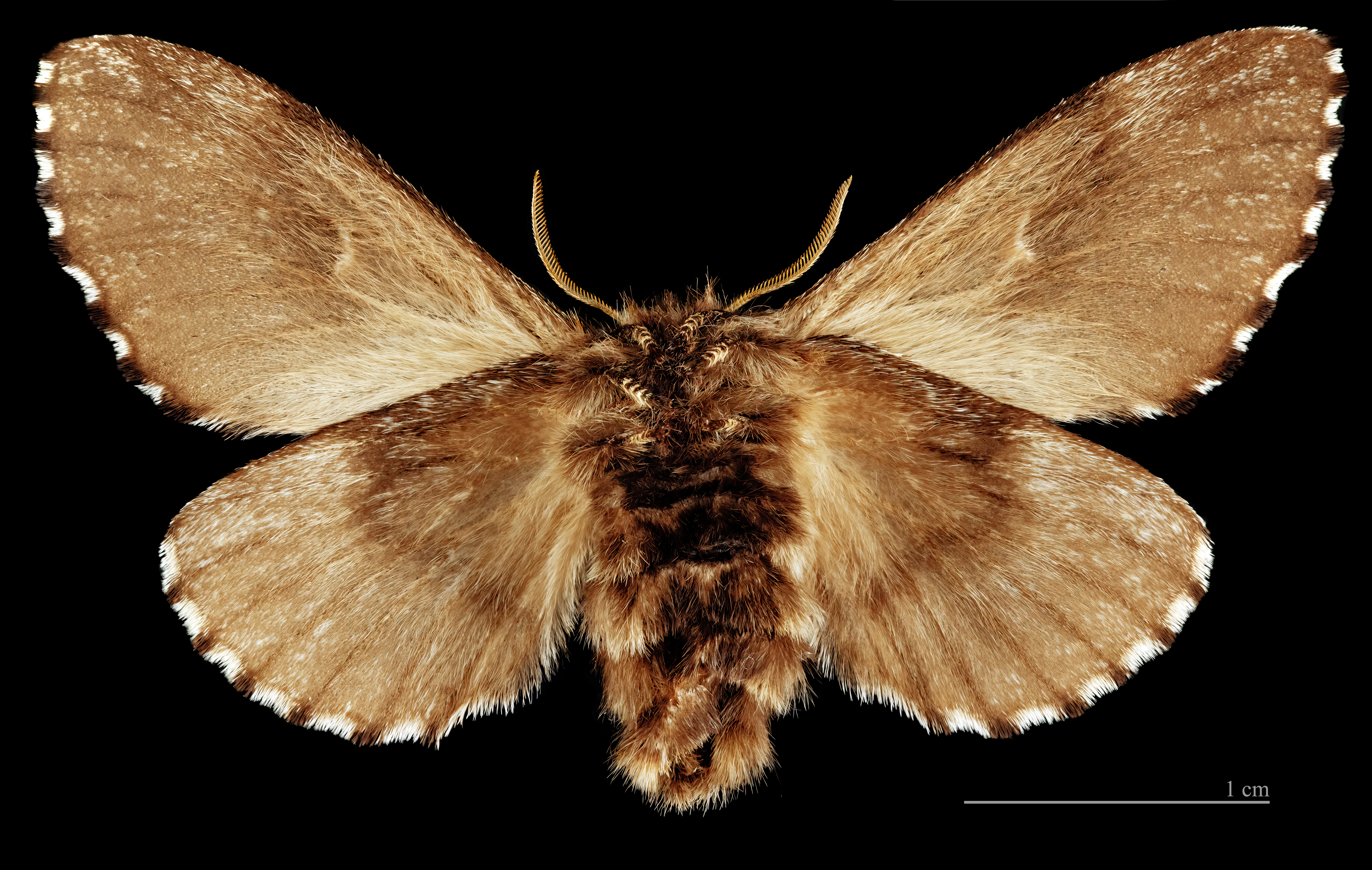
♂ △